# Tony Malinosky
Anthony Francis Malinosky, mais conhecido como Tony Malinosky (Collinsville, 7 de outubro de 1909 - 8 de fevereiro de 2011), foi um jogador de beisebol norte-americano.
Durante a Segunda Guerra Mundial, Malinosky foi convocado para o Exército dos Estados Unidos, com o qual combateu na Batalha das Ardenas.